# United Rugby Championship 2023-2024
United Rugby Championship 2023-24 fu la 7ª edizione della competizione transnazionale di rugby a 15 per club delle federazioni gallese, irlandese, italiana, scozzese e sudafricana, la 3ª con tale nome nonché la 23ª assoluta contando anche le edizioni di Celtic League, Pro12 e Pro14.
Si tenne dal 21 ottobre 2023 al 22 giugno 2024 tra 16 squadre che si incontrarono nella stagione regolare con una formula mista a gironi con classifica unica che espresse le otto squadre per la fase a play-off.
Il torneo assunse il nome commerciale di BKT United Rugby Championship nell'emisfero settentrionale e Vodacom United Rugby Championship in Sudafrica a seguito di due accordi commerciali separati, stipulati rispettivamente con la multinazionale indiana degli pneumatici Balkrishna Industries, titolare del marchio BKT, e con Vodacom, filiazione sudafricana di Vodafone.
Ad aggiudicarsi il torneo fu il Glasgow Warriors, al suo secondo titolo assoluto: la squadra scozzese, alla sua quarta finale in dieci stagioni, dovette rimontare da uno 0-13 iniziale alla mezz'ora nello stadio di casa dell'altra finalista, la sudafricana Bulls di Pretoria; chiusa la prima parte in svantaggio 7-13, nella ripresa, dopo l'ultima marcatura dei locali al 51', Glasgow ribaltò completamente la situazione con due mete trasformate e vinse 21-16.
Grazie a tale successo gli scozzesi tornarono alla vittoria del torneo per la prima volta dopo il 2015.
Il valore delle marcature, come stabilito da World Rugby nel 2017, è: 5 punti per ciascuna meta (7 se trasformata), 7 punti per la meta tecnica, 3 punti per la realizzazione di ciascun calcio piazzato, idem per il drop.

## Formula
Le sedici squadre furono suddivise in quattro gironi geografici:
- Girone gallese (o rosso): le quattro franchigie del Galles;
- Girone irlandese (o verde): le quattro franchigie dell'isola d'Irlanda;
- Girone italo-scozzese (o azzurro/blu): le due franchigie d'Italia e le due della Scozia;
- Girone sudafricano (o giallo): le quattro franchigie del Sudafrica.

Inizialmente ogni franchigia incontrò in gara di andata e ritorno tutte quelle del proprio girone (6 incontri); a seguire incontrò una volta sola tutte le altre 12, per un totale di 18 incontri disputati.
Dopo tale fase fu stilata una classifica unica, le prime otto della quale accedettero ai play-off in gara unica secondo lo schema per il quale le prime quattro in classifica affrontarono le altre quattro in ordine inverso di graduatoria.
La finale si tenne anch'essa in gara unica.
Essendo ammesse anche le squadre sudafricane alle coppe europee, la qualificazione alla Champions Cup e alla Challenge Cup avvenne come segue:
- 8 squadre alla Champions Cup: le otto migliori in classifica generale
- 8 squadre alla Challenge Cup: le altre 8 squadre non classificate alla Champions Cup.

## Squadre partecipanti
| Girone gallese | Girone irlandese | Girone italo/scozzese | Girone sudafricano |
| -------------- | ---------------- | --------------------- | ------------------ |
| Cardiff Rugby  | Connacht         | Benetton              | Bulls              |
| Dragons        | Leinster         | Edimburgo             | Lions              |
| Ospreys        | Munster          | Glasgow Warriors      | Sharks             |
| Scarlets       | Ulster           | Zebre                 | Stormers           |

## Stagione regolare

### Risultati
|            | 1ª giornata          |       |
| ---------- | -------------------- | ----- |
| 21-10-2023 | Zebre — Ulster       | 36–40 |
| 21-10-2023 | Connacht — Ospreys   | 34–26 |
| 21-10-2023 | Dragons — Edimburgo  | 17–22 |
| 21-10-2023 | Lions — Stormers     | 33–35 |
| 21-10-2023 | Cardiff — Benetton   | 22–23 |
| 21-10-2023 | Munster — Sharks     | 34–21 |
| 22-10-2023 | Bulls — Scarlets     | 63–21 |
| 22-10-2023 | Glasgow — Leinster   | 43–25 |
|            |                      |       |
|            | 4ª giornata          |       |
| 10-11-2023 | Zebre — Sharks       | 12–10 |
| 10-11-2023 | Ulster — Munster     | 21–14 |
| 10-11-2023 | Cardiff — Bulls      | 12–18 |
| 11-11-2023 | Benetton — Stormers  | 20–17 |
| 11-11-2023 | Ospreys — Glasgow    | 23–31 |
| 11-11-2023 | Scarlets — Lions     | 23–24 |
| 11-11-2023 | Edimburgo — Connacht | 25–22 |
| 12-11-2023 | Dragons — Leinster   | 10–33 |
|            |                      |       |
|            | 7ª giornata          |       |
| 1-12-2023  | Munster — Glasgow    | 40–29 |
| 2-12-2023  | Bulls — Sharks       | 44–10 |
| 2-12-2023  | Cardiff — Scarlets   | 23–29 |
| 2-12-2023  | Lions — Dragons      | 49–24 |
| 2-12-2023  | Ulster — Edimburgo   | 24–27 |
| 2-12-2023  | Stormers — Zebre     | 31–7  |
| 2-12-2023  | Connacht — Leinster  | 22–24 |
| 2-12-2023  | Benetton — Ospreys   | 18–13 |
|            |                      |       |
|            | 10ª giornata         |       |
| 16-2-2024  | Scarlets — Munster   | 7–42  |
| 16-2-2024  | Zebre — Edimburgo    | 19–24 |
| 17-2-2024  | Lions — Bulls        | 10–25 |
| 17-2-2024  | Leinster — Benetton  | 47–18 |
| 17-2-2024  | Sharks — Stormers    | 21–25 |
| 17-2-2024  | Cardiff — Connacht   | 12–16 |
| 17-2-2024  | Glasgow — Dragons    | 40–7  |
| 18-2-2024  | Ospreys — Ulster     | 19–17 |
|            |                      |       |
|            | 13ª giornata         |       |
| 29-3-2024  | Leinster — Bulls     | 47–14 |
| 29-3-2024  | Dragons — Zebre      | 20–13 |
| 30-3-2024  | Benetton — Connacht  | 18–14 |
| 30-3-2024  | Sharks — Edimburgo   | 23–13 |
| 30-3-2024  | Ospreys — Lions      | 36–21 |
| 30-3-2024  | Stormers — Ulster    | 13–7  |
| 30-3-2024  | Scarlets — Glasgow   | 3–45  |
| 30-3-2024  | Munster — Cardiff    | 20–15 |
|            |                      |       |
|            | 16ª giornata         |       |
| 10-5-2024  | Dragons — Stormers   | 21–44 |
| 10-5-2024  | Edimburgo — Zebre    | 40–14 |
| 11-5-2024  | Bulls — Glasgow      | 40–34 |
| 11-5-2024  | Scarlets — Ulster    | 20–31 |
| 11-5-2024  | Sharks — Benetton    | 24–25 |
| 11-5-2024  | Munster — Connacht   | 47–12 |
| 11-5-2024  | Lions — Cardiff      | 34–13 |
| 11-5-2024  | Leinster — Ospreys   | 61–14 |

|            | 2ª giornata          |       |
| ---------- | -------------------- | ----- |
| 28-10-2023 | Ospreys — Zebre      | 34–31 |
| 28-10-2023 | Connacht — Glasgow   | 34–26 |
| 28-10-2023 | Stormers — Scarlets  | 52–7  |
| 28-10-2023 | Leinster — Sharks    | 34–13 |
| 28-10-2023 | Edimburgo — Lions    | 17–16 |
| 29-10-2023 | Benetton — Munster   | 13–13 |
| 29-10-2023 | Dragons — Cardiff    | 9–16  |
| 29-10-2023 | Ulster — Bulls       | 26–19 |
|            |                      |       |
|            | 5ª giornata          |       |
| 17-11-2023 | Ulster — Lions       | 24–17 |
| 17-11-2023 | Zebre — Cardiff      | 22–22 |
| 17-11-2023 | Edimburgo — Bulls    | 31–23 |
| 18-11-2023 | Sharks — Connacht    | 12–13 |
| 18-11-2023 | Dragons — Ospreys    | 20–5  |
| 18-11-2023 | Munster — Stormers   | 10–3  |
| 18-11-2023 | Glasgow — Benetton   | 26–12 |
| 18-11-2023 | Leinster — Scarlets  | 54–5  |
|            |                      |       |
|            | 8ª giornata          |       |
| 22-12-2023 | Glasgow — Edimburgo  | 22–10 |
| 22-12-2023 | Ulster — Connacht    | 20–19 |
| 23-12-2023 | Zebre — Benetton     | 24–31 |
| 23-12-2023 | Stormers — Bulls     | 26–20 |
| 26-12-2023 | Cardiff — Dragons    | 55–21 |
| 26-12-2023 | Scarlets — Ospreys   | 11–25 |
| 26-12-2023 | Munster — Leinster   | 3–9   |
| 6-1-2024   | Sharks — Lions       | 18–20 |
|            |                      |       |
|            | 11ª giornata         |       |
| 1-3-2024   | Edimburgo — Ospreys  | 19–15 |
| 1-3-2024   | Munster — Zebre      | 45–29 |
| 2-3-2024   | Lions — Sharks       | 40–10 |
| 2-3-2024   | Benetton — Glasgow   | 9–19  |
| 2-3-2024   | Bulls — Stormers     | 40–22 |
| 2-3-2024   | Connacht — Scarlets  | 26–10 |
| 2-3-2024   | Cardiff — Leinster   | 20–33 |
| 2-3-2024   | Ulster — Dragons     | 49–26 |
|            |                      |       |
|            | 14ª giornata         |       |
| 19-4-2024  | Ulster — Cardiff     | 19–17 |
| 19-4-2024  | Glasgow — Sharks     | 21–10 |
| 20-4-2024  | Lions — Leinster     | 44–12 |
| 20-4-2024  | Benetton — Dragons   | 36–19 |
| 20-4-2024  | Bulls — Munster      | 22–27 |
| 20-4-2024  | Stormers — Ospreys   | 21–27 |
| 20-4-2024  | Connacht — Zebre     | 54–16 |
| 20-4-2024  | Edimburgh — Scarlets | 43–18 |
|            |                      |       |
|            | 17ª giornata         |       |
| 17-5-2024  | Zebre — Scarlets     | 18–32 |
| 17-5-2024  | Edimburgo — Munster  | 26–29 |
| 18-5-2024  | Bulls — Benetton     | 56–35 |
| 18-5-2024  | Ospreys — Dragons    | 26–13 |
| 18-5-2024  | Lions — Glasgow      | 44–21 |
| 18-5-2024  | Connacht — Stormers  | 12–16 |
| 18-5-2024  | Sharks — Cardiff     | 14–36 |
| 18-5-2024  | Ulster — Leinster    | 23–21 |

|            | 3ª giornata          |       |
| ---------- | -------------------- | ----- |
| 3-11-2023  | Glasgow — Stormers   | 20–9  |
| 3-11-2023  | Ospreys — Sharks     | 19–5  |
| 4-11-2023  | Zebre — Bulls        | 29–54 |
| 4-11-2023  | Leinster — Edimburgo | 36–27 |
| 4-11-2023  | Scarlets — Cardiff   | 31–25 |
| 4-11-2023  | Munster — Dragons    | 45–14 |
| 4-11-2023  | Connacht — Ulster    | 22–20 |
| 5-11-2023  | Benetton — Lions     | 15–10 |
|            |                      |       |
|            | 6ª giornata          |       |
| 24-11-2023 | Cardiff — Stormers   | 31–24 |
| 24-11-2023 | Edimburgo — Benetton | 22–24 |
| 25-11-2023 | Lions — Zebre        | 61–19 |
| 25-11-2023 | Bulls — Connacht     | 53–27 |
| 25-11-2023 | Sharks — Dragons     | 69–14 |
| 25-11-2023 | Leinster — Munster   | 21–16 |
| 25-11-2023 | Glasgow — Ulster     | 33–20 |
| 26-11-2023 | Ospreys — Scarlets   | 31–9  |
|            |                      |       |
|            | 9ª giornata          |       |
| 30-12-2023 | Benetton — Zebre     | 36–14 |
| 30-12-2023 | Edimburgo — Glasgow  | 19–14 |
| 30-12-2023 | Stormers — Sharks    | 16–15 |
| 1-1-2024   | Connacht — Munster   | 22–9  |
| 1-1-2024   | Ospreys — Cardiff    | 27–21 |
| 1-1-2024   | Dragons — Scarlets   | 13–12 |
| 1-1-2024   | Leinster — Ulster    | 21–22 |
| 27-1-2024  | Bulls — Lions        | 30-28 |
|            |                      |       |
|            | 12ª giornata         |       |
| 22-3-2024  | Glasgow — Cardiff    | 17–13 |
| 22-3-2024  | Ospreys — Munster    | 17–27 |
| 23-3-2024  | Sharks — Ulster      | 22–12 |
| 23-3-2024  | Scarlets — Benetton  | 16–13 |
| 23-3-2024  | Stormers — Edimburgo | 43–21 |
| 23-3-2024  | Connacht — Lions     | 14–38 |
| 23-3-2024  | Dragons — Bulls      | 10–31 |
| 23-3-2024  | Zebre — Leinster     | 7–31  |
|            |                      |       |
|            | 15ª giornata         |       |
| 26-4-2024  | Scarlets — Sharks    | 27–32 |
| 26-4-2024  | Ulster — Benetton    | 38–34 |
| 27-4-2024  | Zebre — Glasgow      | 9–40  |
| 27-4-2024  | Bulls — Ospreys      | 61–24 |
| 27-4-2024  | Cardiff — Edimburgo  | 7–24  |
| 27-4-2024  | Lions — Munster      | 13–33 |
| 27-4-2024  | Stormers — Leinster  | 42–12 |
| 27-4-2024  | Dragons — Connacht   | 27–34 |
|            |                      |       |
|            | 18ª giornata         |       |
| 31-5-2024  | Leinster — Connacht  | 33–7  |
| 31-5-2024  | Glasgow — Zebre      | 38–26 |
| 1-6-2024   | Benetton — Edimburgo | 31–6  |
| 1-6-2024   | Stormers — Lions     | 29–24 |
| 1-6-2024   | Scarlets — Dragons   | 32–15 |
| 1-6-2024   | Sharks — Bulls       | 14–26 |
| 1-6-2024   | Cardiff — Ospreys    | 29–33 |
| 1-6-2024   | Munster — Ulster     | 29–24 |

### Classifica
| Pos | Squadra          | G  | V  | N | P  | PF  | PS  | DP   | BMP | Pt |
| --- | ---------------- | -- | -- | - | -- | --- | --- | ---- | --- | -- |
| 1   | Munster          | 18 | 13 | 1 | 4  | 483 | 318 | +165 | 14  | 68 |
| 2   | Bulls            | 18 | 13 | 0 | 5  | 639 | 433 | +206 | 14  | 66 |
| 3   | Leinster         | 18 | 13 | 0 | 5  | 554 | 350 | +204 | 13  | 65 |
| 4   | Glasgow Warriors | 18 | 13 | 0 | 5  | 519 | 353 | +166 | 13  | 65 |
| 5   | Stormers         | 18 | 12 | 0 | 6  | 468 | 348 | +120 | 11  | 59 |
| 6   | Ulster           | 18 | 11 | 0 | 7  | 437 | 409 | +28  | 10  | 54 |
| 7   | Benetton         | 18 | 11 | 1 | 6  | 411 | 400 | +11  | 8   | 54 |
| 8   | Ospreys          | 18 | 10 | 0 | 8  | 414 | 449 | −35  | 10  | 50 |
| 9   | Lions            | 18 | 9  | 0 | 9  | 526 | 398 | +128 | 14  | 50 |
| 10  | Edimburgo        | 18 | 11 | 0 | 7  | 416 | 397 | +19  | 5   | 49 |
| 11  | Connacht         | 18 | 9  | 0 | 9  | 404 | 432 | −28  | 9   | 45 |
| 12  | Cardiff Rugby    | 18 | 4  | 1 | 13 | 389 | 414 | −25  | 14  | 32 |
| 13  | Scarlets         | 18 | 5  | 0 | 13 | 313 | 575 | −262 | 7   | 27 |
| 14  | Sharks           | 18 | 4  | 0 | 14 | 343 | 431 | −88  | 9   | 25 |
| 15  | Dragons          | 18 | 3  | 0 | 15 | 300 | 611 | −311 | 4   | 16 |
| 16  | Zebre            | 18 | 1  | 1 | 16 | 345 | 643 | −298 | 9   | 15 |

## Play-off
|  | Quarti di finale | Quarti di finale | Quarti di finale |                  |    | Semifinali       | Semifinali | Semifinali |  |  | Finale | Finale | Finale |  |
|  |                  |                  |                  |                  |    |                  |            |            |  |  |        |        |        |  |
|  | 1                | Munster          | 23               |                  |    |                  |            |            |  |  |        |        |        |  |
|  | 1                | Munster          | 23               |                  |    |                  |            |            |  |  |        |        |        |  |
|  | 8                | Ospreys          | 7                |                  |    |                  |            |            |  |  |        |        |        |  |
|  | 8                | Ospreys          | 7                |                  | 1  | Munster          | 10         |            |  |  |        |        |        |  |
|  |                  |                  |                  |                  | 1  | Munster          | 10         |            |  |  |        |        |        |  |
|  |                  |                  | 4                | Glasgow Warriors | 17 |                  |            |            |  |  |        |        |        |  |
|  | 4                | Glasgow Warriors | 4                | Glasgow Warriors | 17 | 27               |            |            |  |  |        |        |        |  |
|  | 4                | Glasgow Warriors |                  |                  |    |                  |            |            |  |  |        |        |        |  |
|  | 5                | Stormers         | 10               |                  |    |                  |            |            |  |  |        |        |        |  |
|  | 5                | Stormers         | 10               |                  | 4  | Glasgow Warriors | 21         |            |  |  |        |        |        |  |
|  |                  |                  |                  |                  |    |                  |            |            |  |  |        |        |        |  |
|  |                  |                  | 2                | Bulls            | 16 |                  |            |            |  |  |        |        |        |  |
|  | 2                | Bulls            | 2                | Bulls            | 16 | 30               |            |            |  |  |        |        |        |  |
|  | 2                | Bulls            |                  |                  |    |                  |            |            |  |  |        |        |        |  |
|  | 7                | Benetton         | 23               |                  |    |                  |            |            |  |  |        |        |        |  |
|  | 7                | Benetton         | 23               |                  | 2  | Bulls            | 25         |            |  |  |        |        |        |  |
|  |                  |                  |                  |                  | 2  | Bulls            | 25         |            |  |  |        |        |        |  |
|  |                  |                  | 3                | Leinster         | 20 |                  |            |            |  |  |        |        |        |  |
|  | 3                | Leinster         | 3                | Leinster         | 20 | 43               |            |            |  |  |        |        |        |  |
|  | 3                | Leinster         |                  |                  |    |                  |            |            |  |  |        |        |        |  |
|  | 6                | Ulster           | 20               |                  |    |                  |            |            |  |  |        |        |        |  |

### Quarti di finale
| Arbitro: | Hollie Davidson |

|                       |      |                |
| Zebo 1’ Scannell 17’  | mt   | 4’ Giles       |
| Crowley 1’, 17’       | tr   | 4’ O. Williams |
| Crowley 27’, 58’, 61’ | c.p. |                |

| Arbitro: | Mike Adamson |

|                           |      |                                     |
| Arendse 1’, 20’ Kriel 61’ | mt   | 31’ Ratave 57’ Albornoz 66’ Fekitoa |
| Goosen 1’, 20’, 61’       | tr   | 57’ R. Smith                        |
| Goosen 35’, 50’, 74’      | c.p. | 10’, 41’ R. Smith                   |

| Arbitro: | Andrew Brace |

|                                                                 |      |                                |
| Henshaw 20’ Lowe 33’, 45’ Larmour 62’ v.d. Flier 67’ Molony 75’ | mt   | 49’ McCann 64’ Moore 79’ Lowry |
| Byrne 20’, 33’, 62’, 67’ Prendergast 75’                        | tr   | 64’ Cooney                     |
| Byrne 30’                                                       | c.p. | 42’ Cooney                     |

| Arbitro: | Chris Busby |

|                                            |      |                       |
| Cancelliere 61’ H. Venter 74’ Thompson 80’ | mt   | 58’ Loader 65’ de Wet |
| Horne 61’, 74’, 80’                        | tr   |                       |
| Horne 19’, 29’                             | c.p. |                       |

### Semifinali
| Arbitro: | Sam Grove-White |

|                              |      |                    |
| Goosen 29’ Petersen 41’, 66’ | mt   | 23’ Lowe 50’ Doris |
| Goosen 29’, 41’              | tr   | 23’, 50’ Byrne     |
| Goosen 41’, 61’              | c.p. | 58’, 64’ Byrne     |

| Arbitro: | Andrea Piardi |

|             |      |                              |
| Frisch 55’  | mt   | 23’ K. Steyn 50’ Cancelliere |
| Crowley 55’ | tr   | 23’, 50’ Horne               |
| Crowley 11’ | c.p. | 74’ Horne                    |

### Finale
| Arbitro: | Andrea Piardi |

| |              | |
| van Staden 24’ | mt           | 40’ Cummings 53’ Turner 62’ H. Jones |
| Goosen 24’ | tr           | 40’, 53’, 62’ Horne |
| Goosen 1’, 14’, 51’ | c.p.         | |
| · Williams · Petersen · Kriel · Vorster · Arendse · Goosen · Papier · 73’ Steenekamp · Grobbelaar · 73’ W. Louw · 67’ Vermaak · 50’ Nortje · van Staden · E. Louw · 47’ Hanekom | Formazioni   | · McKay · Cancelliere 59’ · H. Jones · Tuipulotu · K. Steyn · Jordan 77’ · Horne · Bhatti 45’ · Matthews 45’ · Z. Fagerson · Cummings · Gray 59’ · M. Fagerson · Darge 59’ · Dempsey |
| · 50’ A. v.d. Merwe · 73’ Matanzima · 73’ Klopper · 67’ Ludwig · 47’ Carr · Burger · C. Smith · Smit                                                                            | Sostituzioni | · Turner 45’ · McBeth 45’ · Kebble · Brown 59’ · Ferrie · Venter 59’ · Dobie 59’ · Weir                                                                                              |
| Jake White | Allenatori   | Franco Smith |